# Gmina Munkfors
Gmina Munkfors (szw. Munkfors kommun) – gmina w Szwecji, w regionie Värmland, z siedzibą w Munkfors.
Pod względem zaludnienia Munkfors jest 282. gminą w Szwecji. Zamieszkuje ją 4039 osób, z czego 49,96% to kobiety (2018) i 50,04% to mężczyźni (2021). W gminie zameldowanych jest 124 cudzoziemców. Na każdy kilometr kwadratowy przypada 28,65 mieszkańca. Pod względem wielkości gmina zajmuje 266. miejsce.